# Copa J. League 2004
La Copa J. League 2004, también conocida como Copa Yamazaki Nabisco 2004 por motivos de patrocinio, fue la 29.ª edición de la Copa de la Liga de Japón y la 12.ª edición bajo el actual formato.
El campeón fue F.C. Tokyo, tras vencer en la final a Urawa Red Diamonds. De esta manera, el conjunto de la capital del Japón se consagró por primera vez en este torneo.

## Formato de competición
- Formaron parte del torneo los 16 equipos que participaron de la J. League Division 1 2004.
- Fase de grupos: se fijó el 27 de marzo para el inicio de la participación de los conjuntos, que fueron divididos en cuatro grupos de cuatro clubes cada uno. De esta manera, cada cuadro debió disputar seis juegos en total -tres de local y tres de visitante-.
  - Para determinar el orden de clasificación de los equipos se utilizó el siguiente criterio:

1. Puntos obtenidos.
2. Diferencia de goles.
3. Goles a favor.
4. Sorteo.
Los dos mejores de cada grupo a la fase final.
- Fase final: se llevó a cabo entre los ocho clubes provenientes de la primera fase.
  - Los cuartos de final, las semifinales y la final se jugaron a un solo partido. En caso de empate en los 90 minutos se haría una prórroga con gol de oro; si aún persistía la igualdad se ejecutaría una tanda de penales.

## Calendario
| Etapa          | Ronda            | Día                        | Observaciones                                          |
| -------------- | ---------------- | -------------------------- | ------------------------------------------------------ |
| Fase de grupos | Fecha 1          | 27 de marzo de 2004        | Sin observaciones                                      |
| Fase de grupos | Fecha 2          | 29 de abril de 2004        | Sin observaciones                                      |
| Fase de grupos | Fecha 3          | 29 de mayo de 2004         | Sin observaciones                                      |
| Fase de grupos | Fecha 4          | 5 de junio de 2004         | Sin observaciones                                      |
| Fase de grupos | Fecha 5          | 17 de julio de 2004        | Sin observaciones                                      |
| Fase de grupos | Fecha 6          | 24 de julio de 2004        | Sin observaciones                                      |
| Fase final     | Cuartos de final | 4 de septiembre de 2004    | Sin observaciones                                      |
| Fase final     | Semifinales      | 11 y 13 de octubre de 2004 | Participación de los ganadores de los cuartos de final |
| Fase final     | Final            | 3 de noviembre de 2004     | Participación de los ganadores de las semifinales      |

## Fase de grupos

### Grupo A
| Equipo              | Pts | PJ | PG | PE | PP | GF | GC | DG  |
| ------------------- | --- | -- | -- | -- | -- | -- | -- | --- |
| Tokyo Verdy 1969    | 16  | 6  | 5  | 1  | 0  | 16 | 4  | +12 |
| Yokohama F. Marinos | 10  | 6  | 3  | 1  | 2  | 5  | 6  | -1  |
| Sanfrecce Hiroshima | 7   | 6  | 2  | 1  | 3  | 6  | 8  | -2  |
| Cerezo Osaka        | 1   | 6  | 0  | 1  | 5  | 2  | 11 | -9  |

| \| Fecha \| Lugar \| Local \| Resultado \| Visitante \| \| ----------- \| --------- \| ------------------- \| --------- \| ------------------- \| \| 27 de marzo \| Hiroshima \| Sanfrecce Hiroshima \| 0:0 \| Yokohama F. Marinos \| \| 27 de marzo \| Osaka \| Cerezo Osaka \| 1:1 \| Tokyo Verdy 1969 \| \| 29 de abril \| Yokohama \| Yokohama F. Marinos \| 2:1 \| Sanfrecce Hiroshima \| \| 29 de abril \| Chōfu \| Tokyo Verdy 1969 \| 4:1 \| Cerezo Osaka \| \| 29 de mayo \| Tokio \| Tokyo Verdy 1969 \| 3:0 \| Sanfrecce Hiroshima \| \| 29 de mayo \| Osaka \| Cerezo Osaka \| 0:1 \| Yokohama F. Marinos \| \| 5 de junio \| Yokohama \| Yokohama F. Marinos \| 1:2 \| Tokyo Verdy 1969 \| \| 5 de junio \| Hiroshima \| Sanfrecce Hiroshima \| 2:0 \| Cerezo Osaka \| \| 17 de julio \| Osaka \| Cerezo Osaka \| 0:2 \| Sanfrecce Hiroshima \| \| 17 de julio \| Chōfu \| Tokyo Verdy 1969 \| 3:0 \| Yokohama F. Marinos \| \| 24 de julio \| Yokohama \| Yokohama F. Marinos \| 1:0 \| Cerezo Osaka \| \| 24 de julio \| Hiroshima \| Sanfrecce Hiroshima \| 1:3 \| Tokyo Verdy 1969 \| |           |                     |           |                     |
| Fecha | Lugar     | Local               | Resultado | Visitante           |
| 27 de marzo | Hiroshima | Sanfrecce Hiroshima | 0:0       | Yokohama F. Marinos |
| 27 de marzo | Osaka     | Cerezo Osaka        | 1:1       | Tokyo Verdy 1969    |
| 29 de abril | Yokohama  | Yokohama F. Marinos | 2:1       | Sanfrecce Hiroshima |
| 29 de abril | Chōfu     | Tokyo Verdy 1969    | 4:1       | Cerezo Osaka        |
| 29 de mayo | Tokio     | Tokyo Verdy 1969    | 3:0       | Sanfrecce Hiroshima |
| 29 de mayo | Osaka     | Cerezo Osaka        | 0:1       | Yokohama F. Marinos |
| 5 de junio | Yokohama  | Yokohama F. Marinos | 1:2       | Tokyo Verdy 1969    |
| 5 de junio | Hiroshima | Sanfrecce Hiroshima | 2:0       | Cerezo Osaka        |
| 17 de julio | Osaka     | Cerezo Osaka        | 0:2       | Sanfrecce Hiroshima |
| 17 de julio | Chōfu     | Tokyo Verdy 1969    | 3:0       | Yokohama F. Marinos |
| 24 de julio | Yokohama  | Yokohama F. Marinos | 1:0       | Cerezo Osaka        |
| 24 de julio | Hiroshima | Sanfrecce Hiroshima | 1:3       | Tokyo Verdy 1969    |

### Grupo B
| Equipo               | Pts | PJ | PG | PE | PP | GF | GC | DG |
| -------------------- | --- | -- | -- | -- | -- | -- | -- | -- |
| Nagoya Grampus Eight | 11  | 6  | 3  | 2  | 1  | 13 | 8  | +5 |
| Gamba Osaka          | 8   | 6  | 2  | 2  | 2  | 12 | 12 | 0  |
| Albirex Niigata      | 6   | 6  | 1  | 3  | 2  | 7  | 9  | -2 |
| Júbilo Iwata         | 6   | 6  | 1  | 3  | 2  | 7  | 10 | -3 |

| \| Fecha \| Lugar \| Local \| Resultado \| Visitante \| \| ----------- \| --------- \| -------------------- \| --------- \| -------------------- \| \| 27 de marzo \| Iwata \| Júbilo Iwata \| 0:0 \| Albirex Niigata \| \| 27 de marzo \| Suita \| Gamba Osaka \| 1:3 \| Nagoya Grampus Eight \| \| 29 de abril \| Niigata \| Albirex Niigata \| 4:4 \| Gamba Osaka \| \| 29 de abril \| Nagoya \| Nagoya Grampus Eight \| 5:2 \| Júbilo Iwata \| \| 29 de mayo \| Iwata \| Júbilo Iwata \| 0:1 \| Gamba Osaka \| \| 29 de mayo \| Nagoya \| Nagoya Grampus Eight \| 1:2 \| Albirex Niigata \| \| 5 de junio \| Suita \| Gamba Osaka \| 2:3 \| Júbilo Iwata \| \| 5 de junio \| Niigata \| Albirex Niigata \| 0:1 \| Nagoya Grampus Eight \| \| 17 de julio \| Nagoya \| Nagoya Grampus Eight \| 2:2 \| Gamba Osaka \| \| 17 de julio \| Niigata \| Albirex Niigata \| 1:1 \| Júbilo Iwata \| \| 24 de julio \| Kanazawa \| Gamba Osaka \| 2:0 \| Albirex Niigata \| \| 24 de julio \| Kagoshima \| Júbilo Iwata \| 1:1 \| Nagoya Grampus Eight \| |           |                      |           |                      |
| Fecha | Lugar     | Local                | Resultado | Visitante            |
| 27 de marzo | Iwata     | Júbilo Iwata         | 0:0       | Albirex Niigata      |
| 27 de marzo | Suita     | Gamba Osaka          | 1:3       | Nagoya Grampus Eight |
| 29 de abril | Niigata   | Albirex Niigata      | 4:4       | Gamba Osaka          |
| 29 de abril | Nagoya    | Nagoya Grampus Eight | 5:2       | Júbilo Iwata         |
| 29 de mayo | Iwata     | Júbilo Iwata         | 0:1       | Gamba Osaka          |
| 29 de mayo | Nagoya    | Nagoya Grampus Eight | 1:2       | Albirex Niigata      |
| 5 de junio | Suita     | Gamba Osaka          | 2:3       | Júbilo Iwata         |
| 5 de junio | Niigata   | Albirex Niigata      | 0:1       | Nagoya Grampus Eight |
| 17 de julio | Nagoya    | Nagoya Grampus Eight | 2:2       | Gamba Osaka          |
| 17 de julio | Niigata   | Albirex Niigata      | 1:1       | Júbilo Iwata         |
| 24 de julio | Kanazawa  | Gamba Osaka          | 2:0       | Albirex Niigata      |
| 24 de julio | Kagoshima | Júbilo Iwata         | 1:1       | Nagoya Grampus Eight |

### Grupo C
| Equipo              | Pts | PJ | PG | PE | PP | GF | GC | DG  |
| ------------------- | --- | -- | -- | -- | -- | -- | -- | --- |
| Urawa Red Diamonds  | 12  | 6  | 4  | 0  | 2  | 12 | 7  | +5  |
| Shimizu S-Pulse     | 12  | 6  | 4  | 0  | 2  | 8  | 9  | -1  |
| JEF United Ichihara | 9   | 6  | 3  | 0  | 3  | 14 | 8  | +6  |
| Oita Trinita        | 3   | 6  | 1  | 0  | 5  | 4  | 14 | -10 |

| \| Fecha \| Lugar \| Local \| Resultado \| Visitante \| \| ----------- \| --------- \| ------------------- \| --------- \| ------------------- \| \| 27 de marzo \| Saitama \| Urawa Red Diamonds \| 2:3 \| Oita Trinita \| \| 27 de marzo \| Ichihara \| JEF United Ichihara \| 4:0 \| Shimizu S-Pulse \| \| 29 de abril \| Shizuoka \| Shimizu S-Pulse \| 2:0 \| Urawa Red Diamonds \| \| 29 de abril \| Ōita \| Oita Trinita \| 1:4 \| JEF United Ichihara \| \| 29 de mayo \| Shizuoka \| Shimizu S-Pulse \| 3:2 \| JEF United Ichihara \| \| 29 de mayo \| Ōita \| Oita Trinita \| 0:3 \| Urawa Red Diamonds \| \| 5 de junio \| Akita \| JEF United Ichihara \| 2:0 \| Oita Trinita \| \| 5 de junio \| Saitama \| Urawa Red Diamonds \| 3:0 \| Shimizu S-Pulse \| \| 17 de julio \| Saitama \| Urawa Red Diamonds \| 2:1 \| JEF United Ichihara \| \| 17 de julio \| Shizuoka \| Shimizu S-Pulse \| 1:0 \| Oita Trinita \| \| 24 de julio \| Ōita \| Oita Trinita \| 0:2 \| Shimizu S-Pulse \| \| 24 de julio \| Matsumoto \| JEF United Ichihara \| 1:2 \| Urawa Red Diamonds \| |           |                     |           |                     |
| Fecha | Lugar     | Local               | Resultado | Visitante           |
| 27 de marzo | Saitama   | Urawa Red Diamonds  | 2:3       | Oita Trinita        |
| 27 de marzo | Ichihara  | JEF United Ichihara | 4:0       | Shimizu S-Pulse     |
| 29 de abril | Shizuoka  | Shimizu S-Pulse     | 2:0       | Urawa Red Diamonds  |
| 29 de abril | Ōita      | Oita Trinita        | 1:4       | JEF United Ichihara |
| 29 de mayo | Shizuoka  | Shimizu S-Pulse     | 3:2       | JEF United Ichihara |
| 29 de mayo | Ōita      | Oita Trinita        | 0:3       | Urawa Red Diamonds  |
| 5 de junio | Akita     | JEF United Ichihara | 2:0       | Oita Trinita        |
| 5 de junio | Saitama   | Urawa Red Diamonds  | 3:0       | Shimizu S-Pulse     |
| 17 de julio | Saitama   | Urawa Red Diamonds  | 2:1       | JEF United Ichihara |
| 17 de julio | Shizuoka  | Shimizu S-Pulse     | 1:0       | Oita Trinita        |
| 24 de julio | Ōita      | Oita Trinita        | 0:2       | Shimizu S-Pulse     |
| 24 de julio | Matsumoto | JEF United Ichihara | 1:2       | Urawa Red Diamonds  |

### Grupo D
| Equipo          | Pts | PJ | PG | PE | PP | GF | GC | DG |
| --------------- | --- | -- | -- | -- | -- | -- | -- | -- |
| F.C. Tokyo      | 13  | 6  | 4  | 1  | 1  | 10 | 6  | +4 |
| Kashima Antlers | 10  | 6  | 3  | 1  | 2  | 8  | 5  | +3 |
| Kashiwa Reysol  | 6   | 6  | 1  | 3  | 2  | 4  | 5  | -1 |
| Vissel Kobe     | 4   | 6  | 1  | 1  | 4  | 4  | 10 | -6 |

| \| Fecha \| Lugar \| Local \| Resultado \| Visitante \| \| ----------- \| ------- \| --------------- \| --------- \| --------------- \| \| 27 de marzo \| Kōbe \| Vissel Kobe \| 1:0 \| Kashiwa Reysol \| \| 27 de marzo \| Chōfu \| F.C. Tokyo \| 1:2 \| Kashima Antlers \| \| 29 de abril \| Kashiwa \| Kashiwa Reysol \| 1:1 \| Vissel Kobe \| \| 29 de abril \| Kashima \| Kashima Antlers \| 1:2 \| F.C. Tokyo \| \| 29 de mayo \| Kōbe \| Vissel Kobe \| 0:3 \| Kashima Antlers \| \| 29 de mayo \| Kashiwa \| Kashiwa Reysol \| 0:2 \| F.C. Tokyo \| \| 5 de junio \| Kashima \| Kashima Antlers \| 0:2 \| Kashiwa Reysol \| \| 5 de junio \| Tokio \| F.C. Tokyo \| 2:1 \| Vissel Kobe \| \| 17 de julio \| Kashiwa \| Kashiwa Reysol \| 0:0 \| Kashima Antlers \| \| 17 de julio \| Kōbe \| Vissel Kobe \| 1:2 \| F.C. Tokyo \| \| 24 de julio \| Chōfu \| F.C. Tokyo \| 1:1 \| Kashiwa Reysol \| \| 24 de julio \| Kashima \| Kashima Antlers \| 2:0 \| Vissel Kobe \| |         |                 |           |                 |
| Fecha | Lugar   | Local           | Resultado | Visitante       |
| 27 de marzo | Kōbe    | Vissel Kobe     | 1:0       | Kashiwa Reysol  |
| 27 de marzo | Chōfu   | F.C. Tokyo      | 1:2       | Kashima Antlers |
| 29 de abril | Kashiwa | Kashiwa Reysol  | 1:1       | Vissel Kobe     |
| 29 de abril | Kashima | Kashima Antlers | 1:2       | F.C. Tokyo      |
| 29 de mayo | Kōbe    | Vissel Kobe     | 0:3       | Kashima Antlers |
| 29 de mayo | Kashiwa | Kashiwa Reysol  | 0:2       | F.C. Tokyo      |
| 5 de junio | Kashima | Kashima Antlers | 0:2       | Kashiwa Reysol  |
| 5 de junio | Tokio   | F.C. Tokyo      | 2:1       | Vissel Kobe     |
| 17 de julio | Kashiwa | Kashiwa Reysol  | 0:0       | Kashima Antlers |
| 17 de julio | Kōbe    | Vissel Kobe     | 1:2       | F.C. Tokyo      |
| 24 de julio | Chōfu   | F.C. Tokyo      | 1:1       | Kashiwa Reysol  |
| 24 de julio | Kashima | Kashima Antlers | 2:0       | Vissel Kobe     |

## Fase final

### Cuadro de desarrollo
|  | Cuartos de final        | Cuartos de final |                    |                      | Semifinales        | Semifinales        |  |                | Final          | Final          |  |
|  | 4 de septiembre         | 4 de septiembre  |                    |                      | 11 y 13 de octubre | 11 y 13 de octubre |  |                | 3 de noviembre | 3 de noviembre |  |
|  |                         |                  |                    |                      |                    |                    |  |                |                |                |  |
|  |                         |                  |                    |                      |                    |                    |  |                |                |                |  |
|  | F.C. Tokyo              | 4                |                    |                      |                    |                    |  |                |                |                |  |
|  | F.C. Tokyo              | 4                |                    |                      |                    |                    |  |                |                |                |  |
|  | Gamba Osaka             | 1                |                    |                      |                    |                    |  |                |                |                |  |
|  | Gamba Osaka             | 1                |                    | F.C. Tokyo (t.s.)    | 4                  |                    |  |                |                |                |  |
|  |                         |                  |                    | F.C. Tokyo (t.s.)    | 4                  |                    |  |                |                |                |  |
|  |                         |                  | Tokyo Verdy 1969   | 3                    |                    |                    |  |                |                |                |  |
|  | Tokyo Verdy 1969 (t.s.) | 2                | Tokyo Verdy 1969   | 3                    |                    |                    |  |                |                |                |  |
|  | Tokyo Verdy 1969 (t.s.) | 2                |                    |                      |                    |                    |  |                |                |                |  |
|  | Shimizu S-Pulse         | 1                |                    |                      |                    |                    |  |                |                |                |  |
|  | Shimizu S-Pulse         | 1                |                    |                      |                    |                    |  | F.C. Tokyo (p) | 0 (4)          |                |  |
|  |                         |                  |                    |                      |                    |                    |  | F.C. Tokyo (p) | 0 (4)          |                |  |
|  |                         |                  | Urawa Red Diamonds | 0 (2)                |                    |                    |  |                |                |                |  |
|  | Nagoya Grampus Eight    | 2                | Urawa Red Diamonds | 0 (2)                |                    |                    |  |                |                |                |  |
|  | Nagoya Grampus Eight    | 2                |                    |                      |                    |                    |  |                |                |                |  |
|  | Kashima Antlers         | 1                |                    |                      |                    |                    |  |                |                |                |  |
|  | Kashima Antlers         | 1                |                    | Nagoya Grampus Eight | 1                  |                    |  |                |                |                |  |
|  |                         |                  |                    | Nagoya Grampus Eight | 1                  |                    |  |                |                |                |  |
|  |                         |                  | Urawa Red Diamonds | 4                    |                    |                    |  |                |                |                |  |
|  | Urawa Red Diamonds      | 3                | Urawa Red Diamonds | 4                    |                    |                    |  |                |                |                |  |
|  | Urawa Red Diamonds      | 3                |                    |                      |                    |                    |  |                |                |                |  |
|  | Yokohama F. Marinos     | 2                |                    |                      |                    |                    |  |                |                |                |  |
|  | Yokohama F. Marinos     | 2                |                    |                      |                    |                    |  |                |                |                |  |
|  |                         |                  |                    |                      |                    |                    |  |                |                |                |  |

- Los horarios de los partidos corresponden al huso horario de Japón: (UTC+9)

### Cuartos de final
| 4 de septiembre de 2004, 19:16 | F.C. Tokyo                                    | 4:1 (1:1) | Gamba Osaka | Estadio Nacional, Tokio                                   |                                                           |
|                                | Kelly 44' · Abe 66' · Kajiyama 77' · Jean 79' | Reporte   | 16' (a.g.)  | Asistencia: 14.069 espectadores Árbitro(s): Tōru Kamikawa | Asistencia: 14.069 espectadores Árbitro(s): Tōru Kamikawa |

| 4 de septiembre de 2004, 19:02 | Tokyo Verdy 1969          | 2:1 (1:1, 1:1) (t. s.) | Shimizu S-Pulse | Estadio Ajinomoto, Chōfu                               |                                                        |
|                                | Yamada 35' · Sakurai 104' | Reporte                | J.J. Cho 26'    | Asistencia: 6.644 espectadores Árbitro(s): Kiyoshi Ōta | Asistencia: 6.644 espectadores Árbitro(s): Kiyoshi Ōta |

| 4 de septiembre de 2004, 19:02 | Nagoya Grampus Eight    | 2:1 (1:0) | Kashima Antlers | Estadio Atlético Mizuho, Nagoya                                |                                                                |
|                                | Igawa 37' · Marques 70' | Reporte   | Nakashima 64'   | Asistencia: 6.068 espectadores Árbitro(s): Yoshitsugu Katayama | Asistencia: 6.068 espectadores Árbitro(s): Yoshitsugu Katayama |

| 4 de septiembre de 2004, 18:00 | Urawa Red Diamonds            | 3:2 (2:1) | Yokohama F. Marinos  | Estadio Saitama 2002, Saitama                               |                                                             |
|                                | Yamase 16' · Emerson 37', 66' | Reporte   | Oku 12' · Sakata 73' | Asistencia: 28.977 espectadores Árbitro(s): Masayoshi Okada | Asistencia: 28.977 espectadores Árbitro(s): Masayoshi Okada |

### Semifinales
| 13 de octubre de 2004, 19:01 | F.C. Tokyo                   | 4:3 (3:3, 3:0) (t. s.) | Tokyo Verdy 1969                          | Estadio Ajinomoto, Chōfu                                   |                                                            |
|                              | Jean 6' · Lucas 14', 42' 90' | Reporte                | Yamada 47' · Hiramoto 78' · Kobayashi 79' | Asistencia: 15.885 espectadores Árbitro(s): Jōji Kashihara | Asistencia: 15.885 espectadores Árbitro(s): Jōji Kashihara |

| 11 de octubre de 2004, 15:03 | Nagoya Grampus Eight | 1:4 (0:2) | Urawa Red Diamonds                 | Estadio Atlético Mizuho, Nagoya                                |                                                                |
|                              | Nakamura 76'         | Reporte   | Emerson 26' · Tanaka 33', 57', 84' | Asistencia: 17.473 espectadores Árbitro(s): Kazuhiko Matsumura | Asistencia: 17.473 espectadores Árbitro(s): Kazuhiko Matsumura |

### Final
| 3 de noviembre de 2004, 14:07 | F.C. Tokyo                             | 0:0 (t. s.)(4:2 p.)        | Urawa Red Diamonds                        | Estadio Nacional, Tokio                                        |                                                                |
|                               |                                        | Reporte                    |                                           | Asistencia: 53.236 espectadores Árbitro(s): Toshimitsu Yoshida | Asistencia: 53.236 espectadores Árbitro(s): Toshimitsu Yoshida |
|                               |                                        | Tiros desde el punto penal |                                           |                                                                |                                                                |
|                               | Lucas · Baba · Konno · Kajiyama · Kaji |                            | M.T. Tanaka · Hasebe · T. Tanaka · Yamada |                                                                |                                                                |

#### Detalles
| 1          | Guardameta     | Yōichi Doi       |     |
| 20         | Defensa        | Akira Kaji       |     |
| 2          | Defensa        | Teruyuki Moniwa  |     |
| 3          | Defensa        | Jean             |     |
| 17         | Defensa        | Jō Kanazawa      |     |
| 18         | Centrocampista | Naohiro Ishikawa |     |
| 6          | Centrocampista | Yasuyuki Konno   |     |
| 10         | Centrocampista | Fumitake Miura   | 33' |
| 19         | Centrocampista | Kelly            | 71' |
| 9          | Delantero      | Lucas            |     |
| 13         | Delantero      | Mitsuhiro Toda   | 84' |
| Entrenador | Entrenador     | Hiromi Hara      |     |

| 1          | Guardameta     | Norihiro Yamagishi  |      |
| 3          | Defensa        | Alpay Özalan        |      |
| 4          | Defensa        | Marcus Túlio Tanaka |      |
| 33         | Defensa        | Nenê                |      |
| 6          | Centrocampista | Nobuhisa Yamada     |      |
| 17         | Centrocampista | Makoto Hasebe       |      |
| 16         | Centrocampista | Alessandro Santos   | 64'  |
| 13         | Centrocampista | Keita Suzuki        |      |
| 11         | Delantero      | Tatsuya Tanaka      |      |
| 9          | Delantero      | Yūichirō Nagai      | 110' |
| 10         | Delantero      | Emerson             |      |
| Entrenador | Entrenador     | Guido Buchwald      |      |

| 8  | Defensa        | Ryūji Fujiyama | 33' |
| 23 | Centrocampista | Yōhei Kajiyama | 71' |
| 14 | Centrocampista | Yūta Baba      | 84' |

| 14 | Centrocampista | Tadaaki Hirakawa | 64'  |
| 30 | Delantero      | Masayuki Okano   | 110' |

| Lucas          | Acierto de penal         | 1:0 |                            |                     |
|                |                          | 1:1 | Acierto de penal           | Marcus Túlio Tanaka |
| Yūta Baba      | Acierto de penal         | 2:1 |                            |                     |
|                |                          | 2:2 | Acierto de penal           | Makoto Hasebe       |
| Yasuyuki Konno | Acierto de penal         | 3:2 |                            |                     |
|                |                          | 3:2 | Fallo de penal (Travesaño) | Tatsuya Tanaka      |
| Yōhei Kajiyama | Fallo de penal (Atajado) | 3:2 |                            |                     |
|                |                          | 3:2 | Fallo de penal (Atajado)   | Nobuhisa Yamada     |
| Akira Kaji     | Acierto de penal         | 4:2 |                            |                     |

| Amonestado | 10' | Fumitake Miura |
| Amonestado | 13' | Jean           |
| Amonestado | 49' | Lucas          |
| Amonestado | 99' | Yasuyuki Konno |

| Amonestado | 84' | Keita Suzuki |

| Otorgado · Expulsado | 29' | Jean |

| Árbitro             | Toshimitsu Yoshida  |
| Árbitros asistentes | Yoshikazu Hiroshima |
| Árbitros asistentes | Hiroshi Yamaguchi   |
| Cuarto árbitro      | Yoshitsugu Katayama |

| 1          | Guardameta     | Yōichi Doi       |     |
| 20         | Defensa        | Akira Kaji       |     |
| 2          | Defensa        | Teruyuki Moniwa  |     |
| 3          | Defensa        | Jean             |     |
| 17         | Defensa        | Jō Kanazawa      |     |
| 18         | Centrocampista | Naohiro Ishikawa |     |
| 6          | Centrocampista | Yasuyuki Konno   |     |
| 10         | Centrocampista | Fumitake Miura   | 33' |
| 19         | Centrocampista | Kelly            | 71' |
| 9          | Delantero      | Lucas            |     |
| 13         | Delantero      | Mitsuhiro Toda   | 84' |
| Entrenador | Entrenador     | Hiromi Hara      |     |

| 1          | Guardameta     | Norihiro Yamagishi  |      |
| 3          | Defensa        | Alpay Özalan        |      |
| 4          | Defensa        | Marcus Túlio Tanaka |      |
| 33         | Defensa        | Nenê                |      |
| 6          | Centrocampista | Nobuhisa Yamada     |      |
| 17         | Centrocampista | Makoto Hasebe       |      |
| 16         | Centrocampista | Alessandro Santos   | 64'  |
| 13         | Centrocampista | Keita Suzuki        |      |
| 11         | Delantero      | Tatsuya Tanaka      |      |
| 9          | Delantero      | Yūichirō Nagai      | 110' |
| 10         | Delantero      | Emerson             |      |
| Entrenador | Entrenador     | Guido Buchwald      |      |

| 8  | Defensa        | Ryūji Fujiyama | 33' |
| 23 | Centrocampista | Yōhei Kajiyama | 71' |
| 14 | Centrocampista | Yūta Baba      | 84' |

| 14 | Centrocampista | Tadaaki Hirakawa | 64'  |
| 30 | Delantero      | Masayuki Okano   | 110' |

| Lucas          | Acierto de penal         | 1:0 |                            |                     |
|                |                          | 1:1 | Acierto de penal           | Marcus Túlio Tanaka |
| Yūta Baba      | Acierto de penal         | 2:1 |                            |                     |
|                |                          | 2:2 | Acierto de penal           | Makoto Hasebe       |
| Yasuyuki Konno | Acierto de penal         | 3:2 |                            |                     |
|                |                          | 3:2 | Fallo de penal (Travesaño) | Tatsuya Tanaka      |
| Yōhei Kajiyama | Fallo de penal (Atajado) | 3:2 |                            |                     |
|                |                          | 3:2 | Fallo de penal (Atajado)   | Nobuhisa Yamada     |
| Akira Kaji     | Acierto de penal         | 4:2 |                            |                     |

| Amonestado | 10' | Fumitake Miura |
| Amonestado | 13' | Jean           |
| Amonestado | 49' | Lucas          |
| Amonestado | 99' | Yasuyuki Konno |

| Amonestado | 84' | Keita Suzuki |

| Otorgado · Expulsado | 29' | Jean |

| Árbitro             | Toshimitsu Yoshida  |
| Árbitros asistentes | Yoshikazu Hiroshima |
| Árbitros asistentes | Hiroshi Yamaguchi   |
| Cuarto árbitro      | Yoshitsugu Katayama |

|                                |
| Bandera de Tokio               |
| Campeón F.C. Tokyo 1.er título |

## Estadísticas

### Goleadores
| Jugador                                 | Club                 | Goles | PJ |
| --------------------------------------- | -------------------- | ----- | -- |
| Uéslei                                  | Nagoya Grampus Eight | 7     | 7  |
| Lucas                                   | F.C. Tokyo           | 6     | 7  |
| Marques                                 | Nagoya Grampus Eight | 5     | 7  |
| Emerson                                 | Urawa Red Diamonds   | 4     | 6  |
| Tatsuya Tanaka                          | Urawa Red Diamonds   | 4     | 6  |
| Seiichirō Maki                          | JEF United Ichihara  | 4     | 5  |
| Daigo Kobayashi                         | Tokyo Verdy 1969     | 4     | 7  |
| Última actualización: 7 de mayo de 2017 |                      |       |    |

### Mejor Jugador
| Jugador    | Club       |
| ---------- | ---------- |
| Yōichi Doi | F.C. Tokyo |

### Premio Nuevo Héroe
El Premio Nuevo Héroe es entregado al mejor jugador del torneo menor de 23 años.
| Jugador       | Club               |
| ------------- | ------------------ |
| Makoto Hasebe | Urawa Red Diamonds |